# Microplitis combinatus
Microplitis combinatus är en stekelart som först beskrevs av Papp 1984.  Microplitis combinatus ingår i släktet Microplitis och familjen bracksteklar. Inga underarter finns listade i Catalogue of Life.